# Rosa dubovikiae
Rosa dubovikiae es una especie de planta del género Rosa, de la familia Rosaceae.

## Taxonomía
Rosa dubovikiae fue descrita por Mironova en 2012.

## Distribución
Se encuentra en el territorio de la parte sur de Rusia europea.